# Global Spirit Tour
Global Spirit Tour a fost un turneu mondial susținut de formația britanică Depeche Mode cu scopul de a promova cel de al XXIV-lea album de studiou, Spirit.

## Europa
| Data          | Țara          | Oraș             | Locația                         | Spectatori |
| 5 mai 2017    | Suedia        | Stockholm        | Friends Arena                   |            |
| 7 mai 2017    | Țările de Jos | Amsterdam        | Ziggo Dome                      |            |
| 9 mai 2017    | Belgia        | Anvers           | Sportpaleis                     |            |
| 12 mai 2017   | Franța        | Nisa             | Stade Charles-Ehrmann           |            |
| 14 mai 2017   | Slovenia      | Ljubljana        | Dvorana Stožice                 |            |
| 17 mai 2017   | Grecia        | Atena            | Terra Vibe Park                 |            |
| 20 mai 2017   | Slovenia      | Bratislava       | Štadión Pasienky                |            |
| 22 mai 2017   | Ungaria       | Budapesta        | Groupama Arena                  |            |
| 24 mai 2017   | Cehia         | Praga            | Eden Arena                      |            |
| 27 mai 2017   | Germania      | Leipzig          | Festwiese                       |            |
| 29 mai 2013   | Franța        | Lille            | Stade Pierre-Mauroy             |            |
| 31 mai 2017   | Danemarca     | Copenhaga        | Parken Stadion                  |            |
| 3 iunie 2017  | Regatul Unit  | Londra           | Stadionul Olimpic               |            |
| 5 iunie 2013  | Germania      | Köln             | RheinEnergieStadion             |            |
| 9 iunie 2017  | Germania      | München          | Olympiastadion                  |            |
| 11 iunie 2017 | Germania      | Hanovra          | HDI-Arena                       |            |
| 12 iunie 2017 | Germania      | Hanovra          | HDI-Arena                       |            |
| 18 iunie 2017 | Elveția       | Zürich           | Letzigrund                      |            |
| 20 iunie 2017 | Germania      | Frankfurt        | Commerzbank-Arena               |            |
| 22 iunie 2017 | Germania      | Berlin           | Olympiastadion                  |            |
| 25 iunie 2017 | Italia        | Roma             | Stadio Olimpico                 |            |
| 27 iunie 2017 | Italia        | Milano           | Stadio San Siro                 |            |
| 29 iunie 2017 | Italia        | Bologna          | Stadio Renato Dall'Ara          |            |
| 1 iulie 2017  | Franța        | Paris            | Stade de France                 |            |
| 4 iulie 2017  | Germania      | Gelsenkirchen    | Arena AufSchalke                |            |
| 6 iulie 2017  | Spania        | Bilbao           | Bilbao BBK Live - Monte Cobetas |            |
| 8 iulie 2017  | Portugalia    | Lisabona         | NOS Alive Festival              |            |
| 13 iulie 2017 | Rusia         | Sankt Petersburg | SKK Arena                       |            |
| 15 iulie 2017 | Rusia         | Moscova          | Otkrytie Arena                  |            |
| 17 iulie 2017 | Belgia        | Minsk            | Minsk-Arena                     |            |
| 19 iulie 2013 | Ucraina       | Kiev             | Olimpiyskiy                     |            |
| 21 iulie 2017 | Polonia       | Varșovia         | Stadion Narodowy                |            |
| 23 iulie 2017 | România       | Cluj-Napoca      | Cluj Arena                      |            |